# Guidjel
Guidjel è un comune dell'Algeria, situato nella provincia di Sétif.